# Darevskia bendimahiensis
Darevskia bendimahiensis — вид ящірок з родини справжніх ящірок (Lacertidae). Видова назва пов'язана з водоспадом Бендімагі, де було вперше описано цей вид.
Цей вид є ендемічним у східній Туреччині. Він проживає на висоті 1800—2300 м над рівнем моря на північному сході від озера Ван.

## Опис
Це наземні рептилії, які живуть на кам'янистих ділянках, як правило, поблизу води. Цей вид складається виключно з партеногенетичних жіночих особин, які відкладають по два яйця.